# Arthur Doyle

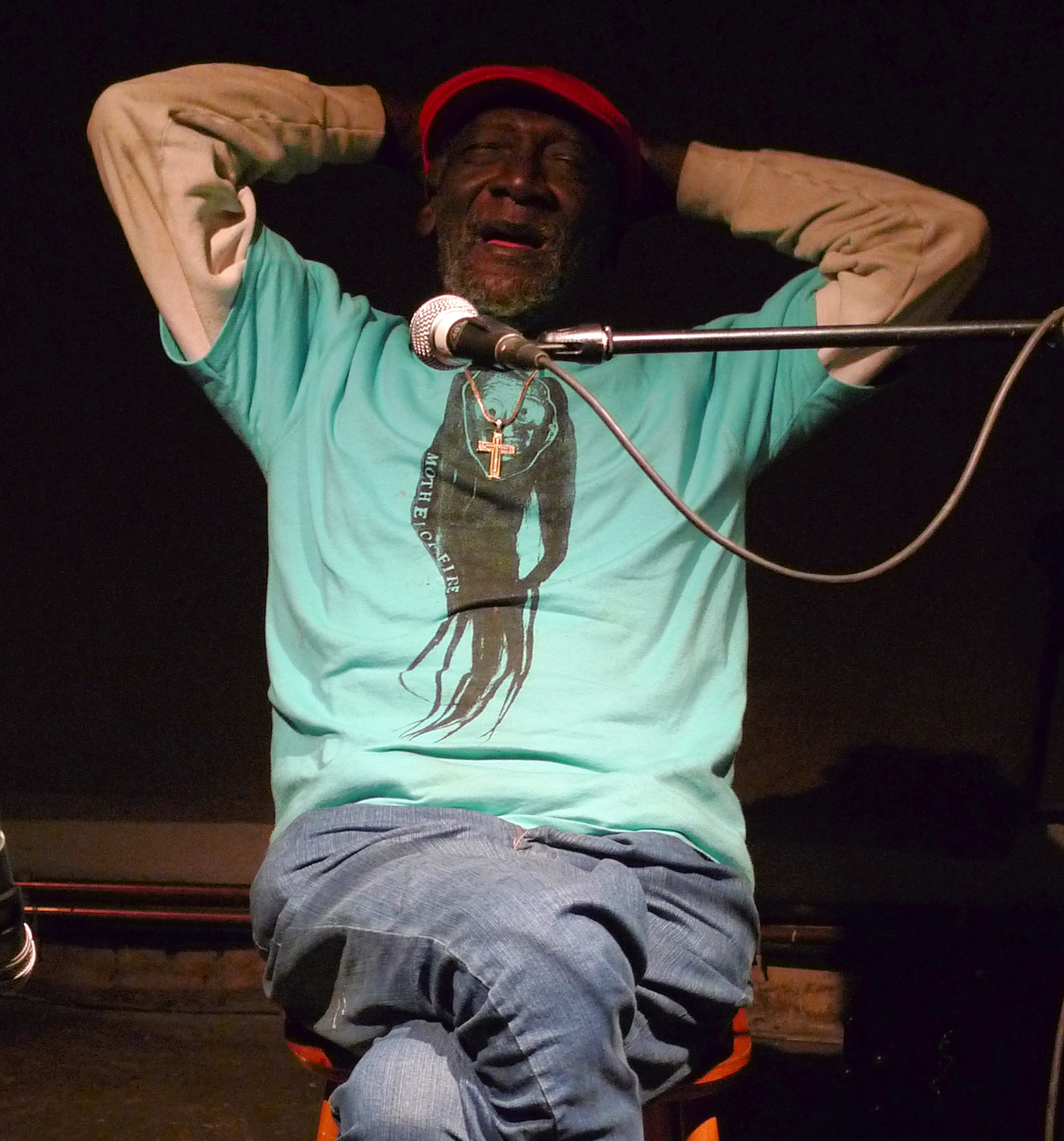
Arthur Doyle (2011)

Arthur Doyle (26 de junio de 1944 - 25 de enero de 2014) fue un saxofonista de jazz, flautista, zanzithofonista y vocalista estadounidense.

## Biografía
Nació en Birmingham, Alabama, en 1944. Se inspiró a tocar el saxofón desde niño, después de ver a Louis Armstrong y Duke Ellington tocando música en la televisión. Recibió una licenciatura en Educación Musical de la Universidad Estatal de Tennessee y tocó con Gladys Knight & the Pips, entre otros, en el género de R & B. También realizó una gira en Detroit.